# Vannuccia talea
Vannuccia talea är en plattmaskart som beskrevs av Ernst Marcus 1954. Vannuccia talea ingår i släktet Vannuccia och familjen Coelogynoporidae. Inga underarter finns listade i Catalogue of Life.